# Greenfield (Nowy Jork)
Greenfield – town w Stanach Zjednoczonych, w stanie Nowy Jork, w hrabstwie Saratoga.
Powierzchnia Greenfield wynosi 67.69 mi² (około 175,3 km²). W 2010 roku jego populacja wynosiła 7775 osób, a liczba gospodarstw domowych: 3445. W 2000 roku zamieszkiwało je 7362 osoby, a w 1990 mieszkańców było 6338.